# Псатас, Димитрис
Димитрис Псатас (Псафас) (греч. Δημήτρης Ψαθάς; 1907, Трабзон, Османская империя — 13 ноября 1979, Афины, Греция) — греческий журналист, писатель

-сатирик и драматург.

## Биография
Родился в октябре 1907 года в Трабзоне в Османской империи. Из-за малоазийской катастрофы был вынужден в 1923 году переехать в Афины.
В 1925 году устроился на работу в газету «Шаг свободы» (греч. Ελεύθερον Βήμα).
С 1935 года под псевдонимом Свидетель публиковал заметки из зала суда в газете «Афинские новости». Впоследствии с этим изданием, переименованным после оккупации в «Новости», он сотрудничал более 40 лет.
Умер в Афинах 13 ноября 1979 года.

## Творчество
В 1937 году Псатас опубликовал первую книгу — сборник юмористических рассказов «Фемида в духе», и уже на следующий год вторую — «Фемида не в духе».
В 1939-1941 годы в журнале «Сокровище» (греч. Θησαυρός) вышла серия рассказов из цикла «Жизнь мадам Сусу». В 1941 году Псатас собрал рассказы в книгу «Мадам Сусу», которую в 1942 году он переработал в театральную пьесу. «Мадам Сусу» принесла писателю широкую известность. В 1948 году режиссёр Такис Музенидис снял по книге одноимённый фильм.
Также известны его книги: «Требуется лжец!» (1953 год), «Молодые фарисеи» (1954 год), «Дурак с половиной» (1955 год), «Давай разденемся» (1962 год), «Проснись, Василий» (1965 год) и другие.

## Память
- В 2015 году Греческая почта в серии к столетию Союза журналистов ежедневных афинских газет[греч.] выпустила марку, посвящённую Димитрису Псатасу[6].